# Giovanni Antonio Lelli
Giovanni Antonio Lelli (né avant 1580 à Rome et mort dans la même ville le 3 août 1640) est un peintre italien baroque du XVIIe siècle.

## Biographie
Giovanni Antonio Lelli a été l'élève du peintre Lodovico Cigoli.
Il a peint de nombreux tableaux à l'huile  pour des collections privées mais on peut voir quelques-unes de ses œuvres dans quelques édifices religieux

## Œuvres
- Annonciation, église San Matteo in Merulana à Rome (édifice démoli)
- Visitation, couvent della Minerva.
- Fresques à l'église Santa Lucia in Selci (perdues).
- Le Couronnement d'épines
- Scène allégorique avec un magicien et une femme